# NGC 5907
Az NGC 5907 egy éléről látszó galaxis a Draco (Sárkány) csillagképben. Az NGC 5866 galaxiscsoport tagja.

## Felfedezése
A galaxist William Herschel fedezte fel 1788. május 5-én.

## Tudományos adatok
Az NGC 5907-ről érdekes fotót készített egy új-mexikói robottávcső, rajta egy 4 milliárd éve elnyelt törpegalaxis fantasztikus hurkokat leíró csillagáramaival.
David Martínez-Delgado, az új-mexikó kutatás vezetője hosszú expozíciós idejű képeket készítettek a galaxisról. A képek nagyon részletesen tárulnak fel csillagáramok bonyolult hurkai. A hurkok íves szerkezete egy kb. 4 milliárd évvel ezelőtti galaxisütközés nyoma, amely során az NGC 5907 egy kisebb galaxissal ütközött, majd bekebelezte azt. A bekebelezett törpegalaxis tömegének jelentős részét csillagok, csillaghalmazok és sötét anyag formájában veszítette el.
Ez a felfedezés alátámasztja azt az elképzelést, miszerint a nagy spirálgalaxisok, kisebb galaxisok bekebelezésével alakultak ki, köztük a Tejútrendszer is valószínűleg így született meg.
Az a tény, hogy az NGC 5907-ről ilyen távolságból képesek vagyunk ilyen információkat leszűrni több milliárd évvel a keletkezése után, valószínűsíti, hogy a Világegyetem közelebbi térségeiben máshol is rábukkanhatunk a galaxisok ilyen jellegű kialakulására.
A tudósok ezelőtt úgy vélték, hogy az NGC 5907 viszonylag elszigetelt galaxis, nincs kölcsönhatásban más galaxisoakkal, de ezzel a felfedezéssel megcáfolhatjuk ezt.
Az NGC 5907-ben eddig egy szupernóvát fedeztek fel:
- SN 1940A

A galaxis 667 km/sec sebességgel távolodik tőlünk.